# Dolmen La Pierre Levée (Ardillières)

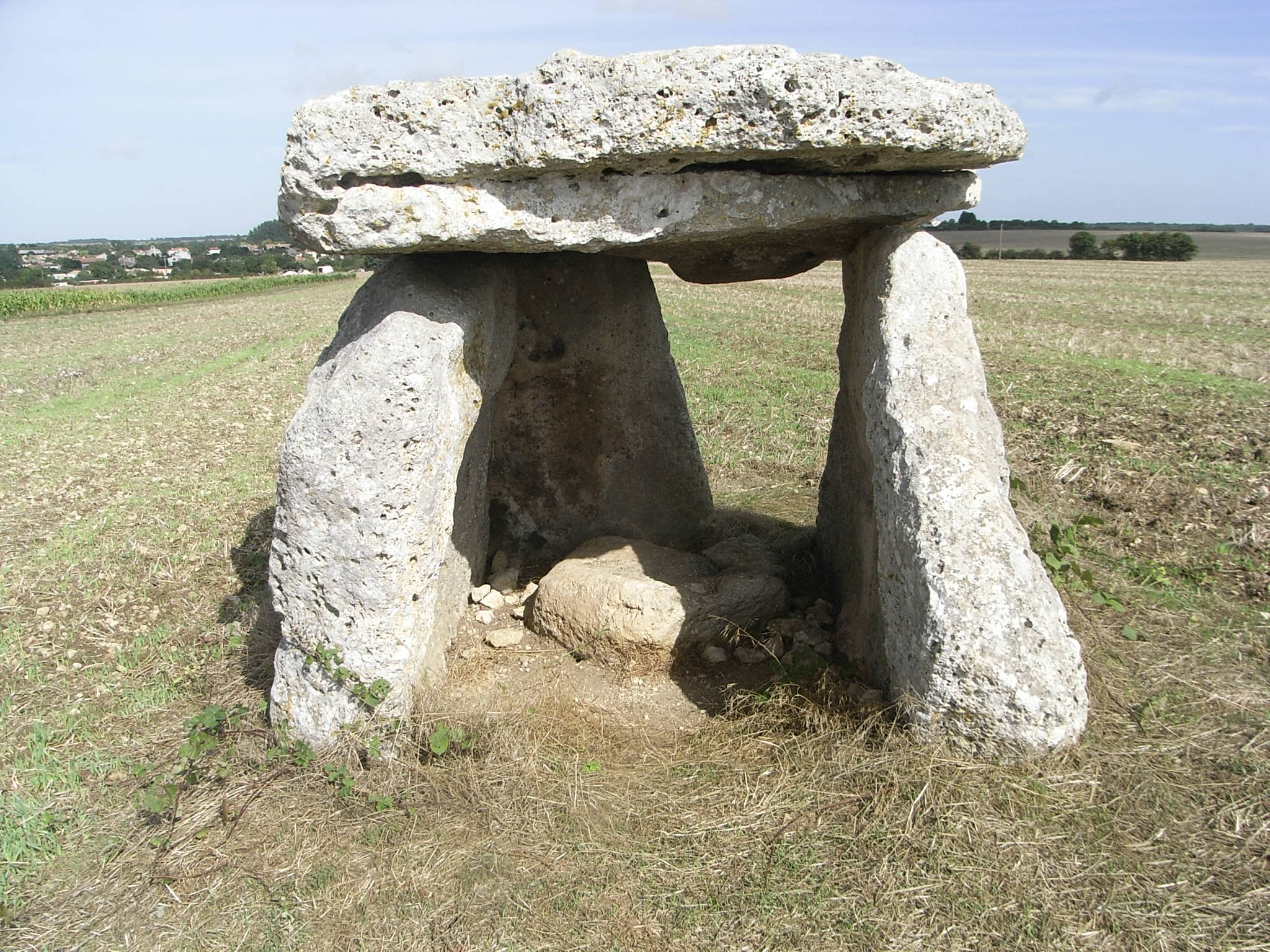
Der Dolmen genannt La Pierre Levée, Blick von Südosten

Der Dolmen La Pierre Levée (deutsch Der angehobene Felsen) ist ein Dolmen auf einer Anhöhe etwa 500 m südöstlich des Dorfs Ardillières im Département Charente-Maritime in Frankreich. Er befindet sich rund 300 m südlich der Straße D 111 nach Villeneuve, am südöstlichen Ende eines Ackers, etwa 30 m östlich des von der D 111 nach Südosten abzweigenden Feldwegs Boussay. Wenn das Feld abgeerntet ist, ist der Dolmen weithin zu sehen. Dolmen ist in Frankreich der Oberbegriff für neolithische Megalithanlagen aller Art (siehe: Französische Nomenklatur).
Drei große, senkrechte Tragsteine stützen die Deckplatte, die in fast 2 m Höhe liegt. Die darunter liegende Grabkammer ist etwa 2 m lang und 1,5 m breit. Auf der Innenseite des westlichen Tragsteins ist ein 60 cm hohes Báculo-ähnliches Gebilde eingraviert. Von dem ursprünglich das Bauwerk schützend überwölbenden Tumulus ist nichts mehr vorhanden.
Der Dolmen ist seit 1889 als Monument historique registriert.

Dolmen La Pierre Levée
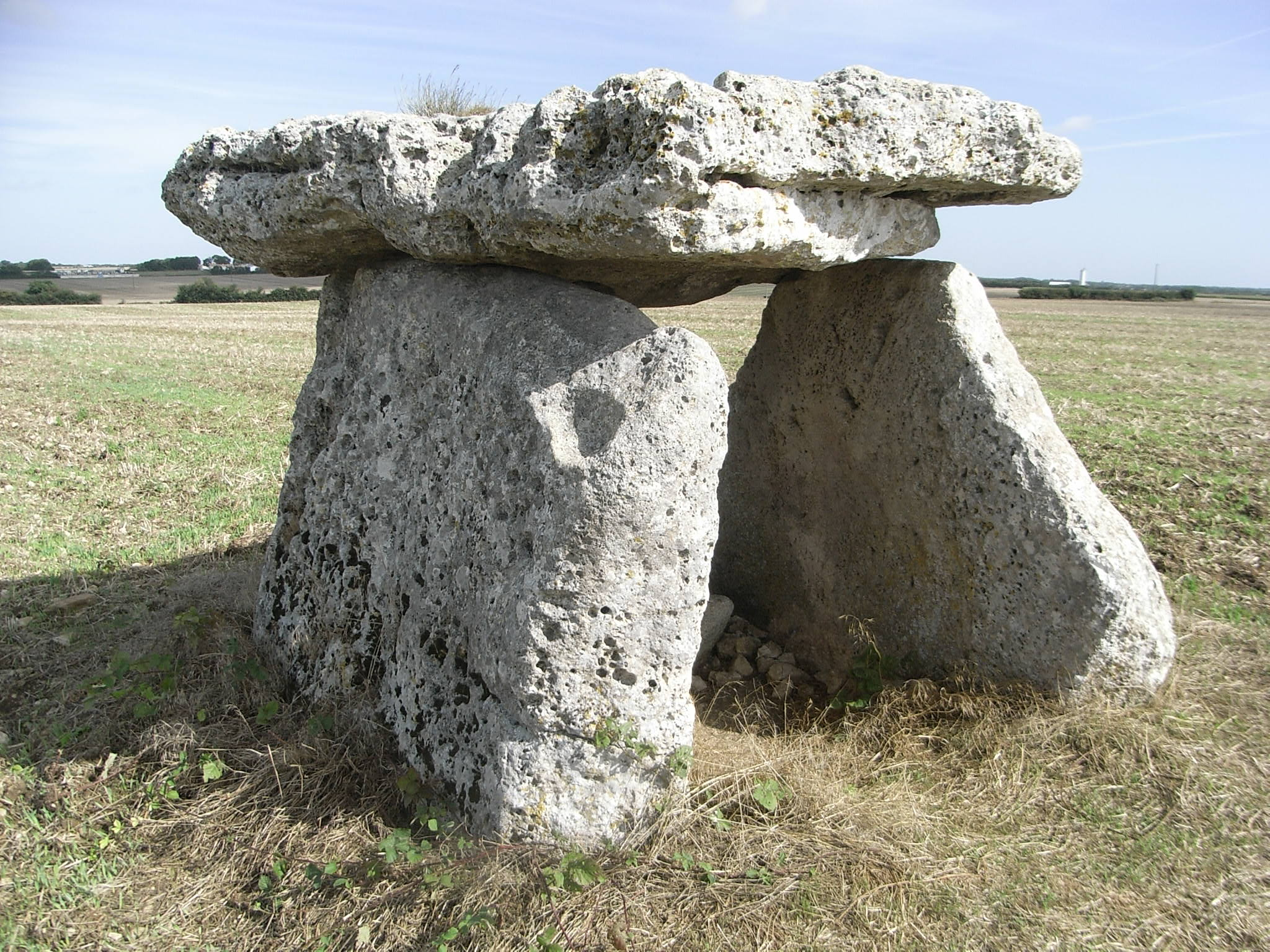
Südansicht
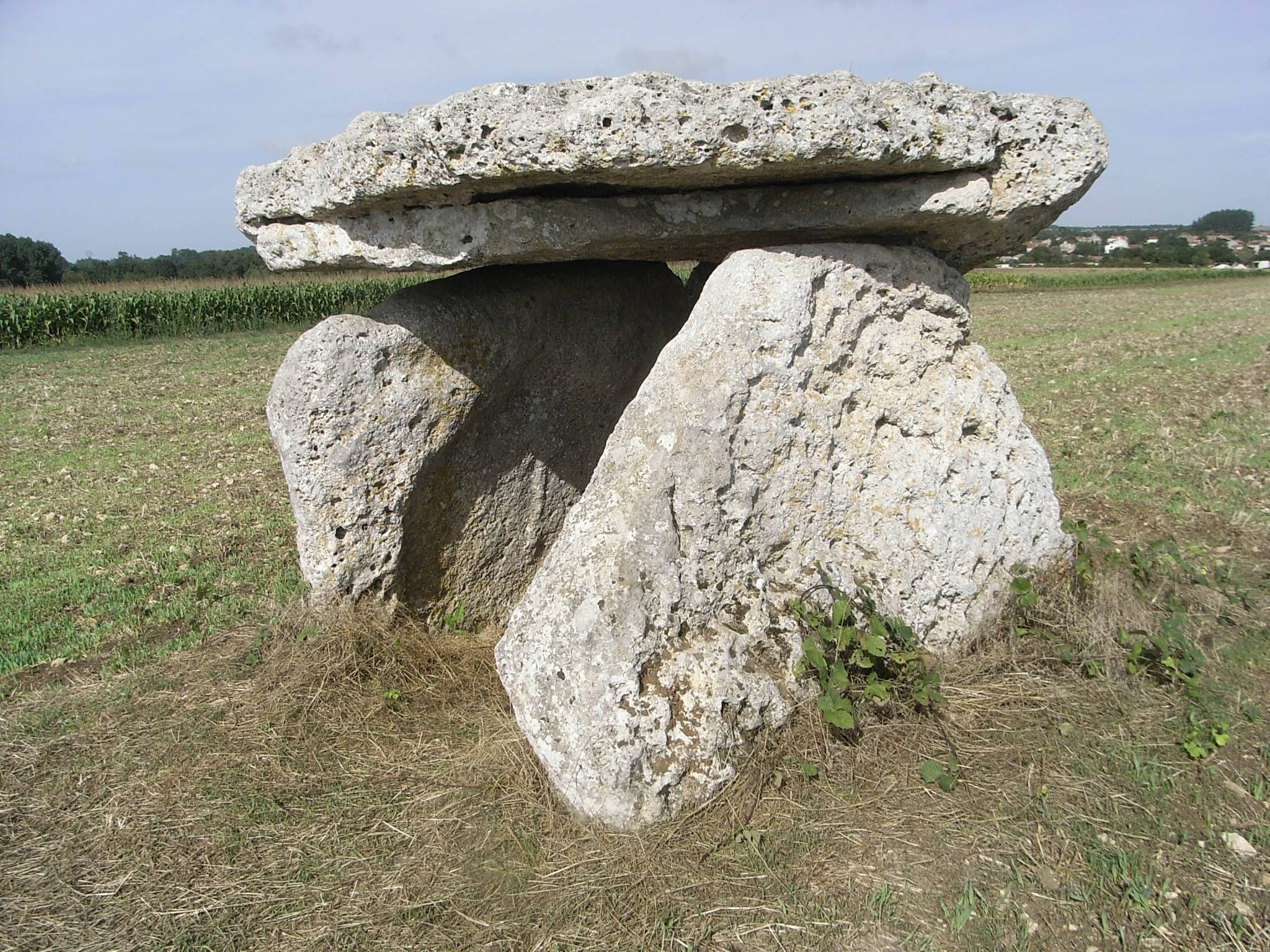
Ostansicht
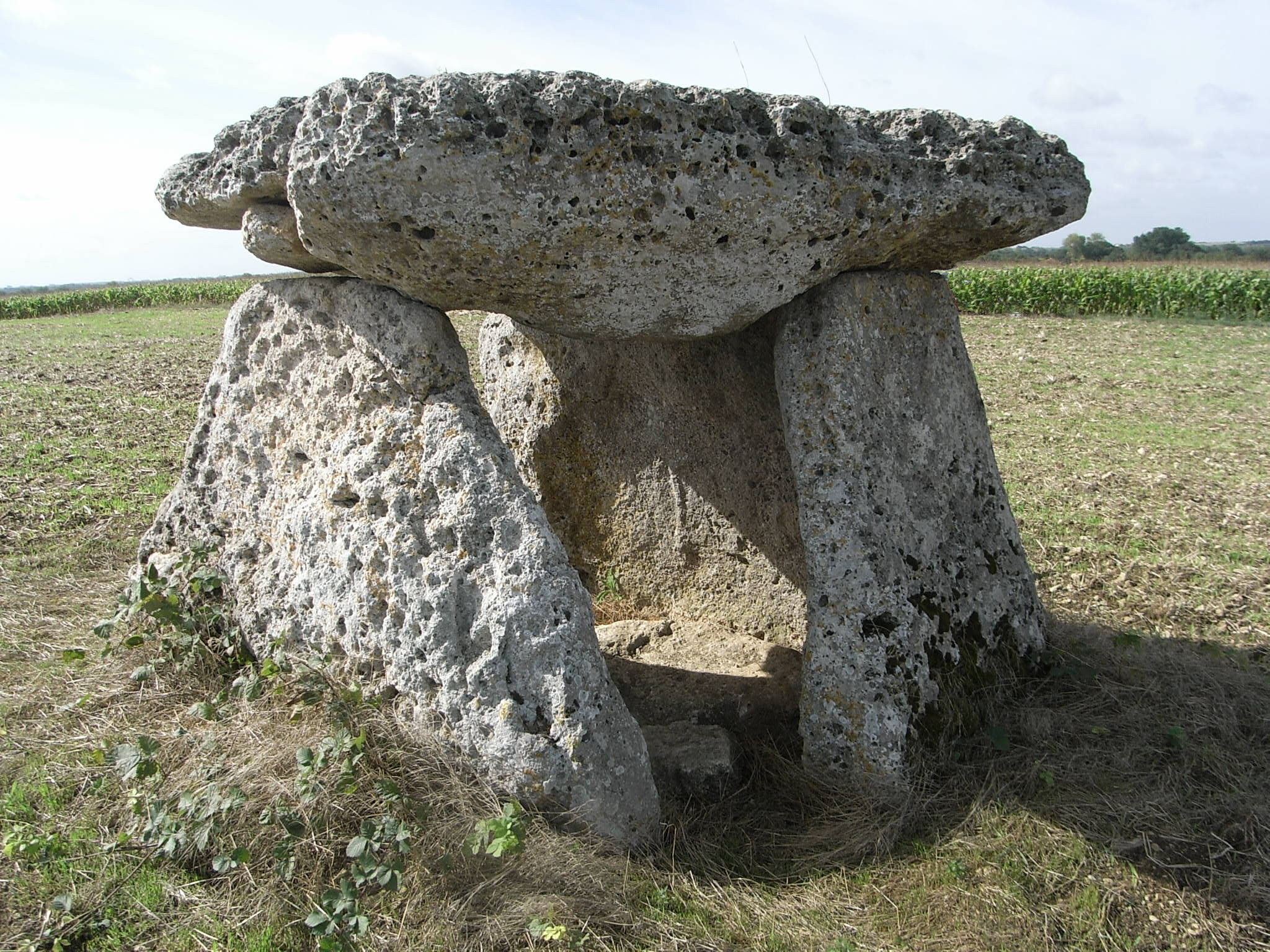
Nordostansicht